# Ministerstwo Ochrony Środowiska, Zasobów Naturalnych i Leśnictwa
Ministerstwo Ochrony Środowiska, Zasobów Naturalnych i Leśnictwa – polskie ministerstwo istniejące w latach 1989–1997, powołane z zadaniem kierowania i organizowania całokształtu spraw związanych z funkcjonowaniem i zarządzaniem środowiskiem, zasobami naturalnymi i leśnictwem. Minister był członkiem Rady Ministrów.

## Utworzenie urzędu
Na podstawie ustawy z 1989 r. o utworzeniu urzędu Ministra Ochrony Środowiska, Zasobów Naturalnych i Leśnictwa ustanowiono nowy urząd.

## Ministrowie
- Bronisław Kamiński (1989–1991)
- Maciej Nowicki (1991)
- Stefan Kozłowski (1991–1992)
- Zygmunt Hortmanowicz (1992–1993)
- Stanisław Żelichowski (1993–1997)

## Zakres działania urzędu
Do zakresu działania urzędu należały sprawy:
- ochrony i kształtowania środowiska, w tym środowiska morskiego oraz racjonalnego wykorzystania jego zasobów,
- ochrony przyrody, w tym w parkach narodowych i krajobrazowych, rezerwatów przyrody oraz ochrony gatunków prawem  chronionych, lasów, zwierzyny i innych tworów przyrody,
- gospodarki zasobami naturalnymi,
- gospodarki wodnej i ochrony przeciwpowodziowej,
- lasów, gospodarki leśnej, ochrony gatunków leśnych i zadrzewień,
- meteorologii i hydrologii oraz geologii.

## Szczególne zadanie ministra
Minister  Ochrony Środowiska, Zasobów Naturalnych i Leśnictwa wykonywał swoje zadania w szczególności przez:
- opracowywanie założeń polityki państwa w zakresie ochrony środowiska, zasobów naturalnych i leśnictwa,
- udział w planowaniu społeczno-gospodarczym i finansowym,
- tworzenie warunków ekonomiczno-finansowych, organizacyjnych i technicznych ochrony środowiska, gospodarki zasobami naturalnymi i leśnictwa,
- tworzenie warunków dla rozwoju współpracy gospodarczej i naukowo-technicznej z zagranicą, w tym również inicjowanie współpracy międzynarodowej w dziedzinie ochrony środowiska,
- ustalanie zasad ochrony środowiska oraz racjonalnej gospodarki wodnej, leśnej a także zasobami kopalin przy prowadzeniu działalności produkcyjnej, usługowej, badawczej a ponadto zasad wprowadzania nowych technik i technologii.

Minister   Ochrony Środowiska, Zasobów Naturalnych i Leśnictwa wykonywał zadania naczelnego organu administracji państwowej w zakresie geologii przy pomocy Głównego Geologa Kraju.

## Zniesienie urzędu
Na podstawie ustawy z 1997 r. o działach administracji rządowej zniesiono Ministerstwo Ochrony Środowiska, Zasobów Naturalnych i Leśnictwa.